# Dehiscencja
Dehiscencja - ubytek w kości czaszki, zwykle niewielkich rozmiarów. Za dehiscencję nie uważa się pourazowych ubytków kości czaszki. Przyczyną powstawania dehiscencji jest podwyższone ciśnienie śródczaszkowe, które spowodowane jest upośledzeniem wchłaniania płynu mózgowo-rdzeniowego. Powoduje to pulsujący ucisk na cienkie blaszki kostne i ich zanik (resorpcję). Zanik kości powoduje, że przestrzeń oponowa mózgoczaszki przylega bezpośrednio do tkanek wyścielających jamę nosową lub zatoki przynosowe. Stan taki doprowadzić może do pojawienia się płynotoku nosowego. Atrofii ścian kostnych oprócz wzrostu ciśnienia wewnątrz jamy czaszki sprzyjać mogą także procesy osteoporotyczne lub zaburzenia ukrwienia kości. Dehiscencje szczególnie dotyczą rejonu blaszki sitowej kości sitowej i okolicy siodła tureckiego.